# کوکوی نوک‌دراز
کوکوی نوک‌دراز (نام علمی: Chrysococcyx megarhynchus) یک گونه از کوکوها از خانواده کوکویان است که زیستگاه طبیعی آن در جزایر آرو و گینه نو و جنگل‌های دشت نمناک نیمه‌گرمسیری یا گرمسیری است.